# 몬테팔코
몬테팔코(이탈리아어: Montefalco)는 이탈리아 움브리아주 페루자도에 위치한 코무네다. 베바냐의 남동쪽에서 7km, 폴리뇨로부터 남서쪽 11km, 트레비로부터 북서쪽 5km 거리에 있다.